# Незворотність (фільм)
«Незворотність» (фр. Irréversible) — французький кінофільм 2002 року, знятий режисером Гаспара Ное, з Монікою Беллуччі та Венсаном Касселем у головних ролях.

## Зміст
Тут фільм представлений в хронологічному порядку. Фільм починається і закінчується фразою «Час руйнує все». Дія фільму розгортається протягом одного дня. Героїня Моніки Беллуччі Алекс розповідає своєму чоловікові Маркусу (Венсан Кассель) про дивний сон, ніби вона йде по червоному коридору, а потім він розламується навпіл. Через деякий час Алекс дізнається, що вагітна. Вони з Маркусом і колишнім хлопцем (чоловіком) Алекс П'єром йдуть на вечірку. Посварившись зі своїм чоловіком Маркусом, Алекс пішла з вечірки одна і відправилася додому. Але так і не потрапила туди. У порожньому підземному переході з мерехтливими червоними лампами її жорстоко зґвалтував і побив садист-бісексуал. Маркус і колишній чоловік Алекс — П'єр вирішують покарати ґвалтівника власними руками, вони знаходять його в гей -клубі, але плутають його з іншим, який сильніше Маркуса, і мало не ґвалтує його самого. Завадить йому П'єр — він б'є по голові до смерті вогнегасником, повністю зламавши йому лицьову частину черепа, а справжній «Солітер» весь цей час був поруч (він справа). Після чого Маркуса відправляють до лікарні, а П'єра заарештовують за вбивство. Потім фільм переходить до іншої сцени, що показує розмову між двома чоловіками. Один з них (головний герой попереднього фільму Ное «Один проти всіх») говорить, що був заарештований через те, що зайнявся сексом з власною дочкою. Чоловіки починають скаржитися щодо шуму на вулиці, який вони відразу ж приписують гей-клубу.

## У ролях
- Моніка Беллуччі — Алекс
- Венсан Кассель — Маркус
- Альбер Дюпонтель — П'єр
- Джо Престіа — роль другого плану
- Філіпп Наон — Філіпп
- Стефан Друо — Стефан
- Жан-Луїс Костес — роль другого плану
- Мішель Гондуан — роль другого плану
- Мурад Кіма — роль другого плану
- Крістоф Лемер — роль другого плану
- Гаспар Ное — роль другого плану
- Тітоф — роль другого плану

## Знімальна група
- Режисер — Гаспар Ное
- Сценарист — Гаспар Ное
- Оператори — Бенуа Дебі, Гаспар Ное
- Композитор — Тома Бангальтер
- Продюсери — Венсан Кассель, Браїм Шіуа, Еммануель Гато, Рішар Гранп'єр, Гаспар Ное, Крістоф Россіньон

## Факти
- Перший персонаж, якого зіграв Філіп Наон, розповідає про свої взаємини з дочкою, що можливо відсилає нас до персонажа м'ясника з фільму Гаспара Ное «Один проти всіх» (1998).
- Прем'єра фільму «Незворотність» відбулася 23 травня 2002 року в рамках 55-го Каннського кінофестивалю. Картина брала участь в основному конкурсі.
- «Незворотність» складається з тринадцяти епізодів різної довжини, змонтованих у зворотному хронологічному порядку. Кожен епізод зроблений одним кадром, без внутрішніх монтажних склейок. Епізоди змонтовані в основному через затемнення, що створює ілюзію нерозривності дії, незважаючи на зворотну хронологію. Камера постійно рухається і зупиняється — майже на рівні підлоги — тільки в сцені зґвалтування.
- Теглайн «Час знищує все» («Le temps détruit tout») — перша фраза, яка звучить у картині, вона ж з'являється на екрані у фіналі стрічки замість заключних титрів (з них «Незворотність» починається).
- Фільм отримав скандальну популярність через дві сцени: дев'ятихвилинне зґвалтування (зняте одним планом) героїні Алекс (Моніки Беллуччі) і жорстокого вбивства клієнта садо-мазо-гей-клубу «Пряма кишка» (понад двадцять ударів вогнегасником по голові). При створенні цих сцен були використані цифрові технології, зокрема, кров на обличчі Алекс, геніталії ґвалтівника і роздавлений череп відвідувача «Прямої кишки» додані у фільм за допомогою комп'ютера.
- Початкові епізоди фільму оформлені майже нечутним низькочастотним звуком, схожим на шум землетрусу. У багатьох людей цей шум викликає занепокоєння, легку нудоту і запаморочення. Вважається, що звукове оформлення «Незворотності» — основна причина, через яку глядачі йшли з перегляду протягом перших тридцяти хвилин стрічки. Саме на таку реакцію і розраховував режисер Гаспар Ное.
- Кінострічка настільки приголомшила глядачів, що 250 осіб вийшли із залу, причому деяким з них знадобилася медична допомога. Прес-секретар пожежної частини міста лейтенант Жерар Куртель сказав: «За 25 років моєї служби такого на Каннському фестивалі ще не було. Деякі сцени цього фільму нестерпно дивитися навіть нам, професіоналам». Під час сцен зґвалтування і вбивства двадцять людей у залі знепритомніли. Критики оцінили фільм неоднозначно, але ті, хто тієї ночі залишився в залі до кінця показу, аплодували картині стоячи.